# Axact
axact ist eine Softwarefirma aus Pakistan, der vorgeworfen wird, im großen Stil ungültige Universitätsdiploma auszustellen. Dazu betreibe axact Websites erfundener Universitäten.

## Enthüllungen
Im Mai 2015 veröffentlichte die New York Times einen Artikel, in dem axact vorgeworfen wurde, hunderte von Internetseiten von erfundenen Schulen, Universitäten, einer Anwaltskanzlei, und anderer Einrichtungen, einschließlich zugehöriger Telefondienste, zu betreiben, und erfundene Abschlüsse, sowie andere Legitimationspapiere zu vertreiben.
Die Times identifizierte nach eigenen Angaben mindestens 370 verschiedene Internetauftritte mit Seiten von Schulen, Universitäten und Zulassungsstellen, die sie axact zuordnete. Die zugehörigen Namen der Einrichtungen veröffentlichten die Reporter im Internet.
Am 27. Mai 2015 wurde gemeldet, dass der Axact-Gründer Shoaib Ahmed Shaikh von der pakistanischen Bundespolizei FIA (Federal Investigation Authority) festgenommen worden ist.
Im Februar 2024 veröffentlichte der IT-Podcast Darknet Diaries in Folge 142 („Axact“) Ausschnitte aus einem Interview mit einem ehemaligen Sales-Angestellten von axact, der Einblicke in die Vertriebsstrategie der Firma lieferte. Laut dem Zeugen sei axact in der Lage innerhalb von Tagen eine völlig neue Internetpräsenz für nicht-existierende Universitäten zu entwickeln, mittels eigener Webentwickler. axact erstelle sehr detaillierte Profile seiner potentiellen Opfer. Beispielsweise speichere man Passwörter in Klartext und nutze diese dann um sich in Konten auf sozialen Medien einzuloggen. Diese Profile nutze man dann, um eine personalisierte Vermarktung der gefälschten Universitäten vorzunehmen, wobei man psychologische Schwächen ausnutze.

## Belege
1. ↑  Griff Palmer: Tracking Axact’s Websites. In: New York Times, 17. Mai 2015; abgerufen am 17. Mai 2015.
2. ↑  Skandal um gefälschte Titel: Pakistanischer IT-Konzern-Chef festgenommen. Heise online, 27. Mai 2015, abgerufen am 27. Mai 2015
3. ↑  Axact – Darknet Diaries. Abgerufen am 7. Februar 2024 (englisch).